# Sissach (distrikt)
Sissach är ett distrikt i halvkantonen Basel-Landschaft i Schweiz. Huvudort är Sissach. Distriktet hade 36 063 invånare (2020).

## Geografi

### Indelning
Distriktet Sissach är indelat i 29 kommuner:
| Vapen        | Namn         | Invånare 2023-12-31 | Yta i km² |
| ------------ | ------------ | ------------------- | --------- |
| Anwil        | Anwil        | 537                 | 3,95      |
| Buckten      | Buckten      | 709                 | 2,00      |
| Buus         | Buus         | 1 112               | 8,85      |
| Böckten      | Böckten      | 848                 | 2,28      |
| Diepflingen  | Diepflingen  | 794                 | 1,44      |
| Gelterkinden | Gelterkinden | 6 296               | 9,78      |
| Hemmiken     | Hemmiken     | 266                 | 3,39      |
| Häfelfingen  | Häfelfingen  | 251                 | 3,97      |
| Itingen      | Itingen      | 2 441               | 3,13      |
| Kilchberg    | Kilchberg    | 177                 | 1,59      |
| Känerkinden  | Känerkinden  | 535                 | 1,48      |
| Läufelfingen | Läufelfingen | 1 396               | 8,16      |
| Maisprach    | Maisprach    | 941                 | 5,08      |
| Nusshof      | Nusshof      | 279                 | 1,72      |
| Oltingen     | Oltingen     | 519                 | 7,18      |
| Ormalingen   | Ormalingen   | 2 363               | 6,93      |
| Rickenbach   | Rickenbach   | 570                 | 2,90      |
| Rothenfluh   | Rothenfluh   | 814                 | 10,95     |
| Rümlingen    | Rümlingen    | 434                 | 2,28      |
| Rünenberg    | Rünenberg    | 783                 | 4,97      |
| Sissach      | Sissach      | 6 851               | 8,90      |
| Tecknau      | Tecknau      | 808                 | 2,34      |
| Tenniken     | Tenniken     | 934                 | 4,67      |
| Thürnen      | Thürnen      | 1 453               | 2,26      |
| Wenslingen   | Wenslingen   | 718                 | 5,92      |
| Wintersingen | Wintersingen | 608                 | 6,95      |
| Wittinsburg  | Wittinsburg  | 448                 | 3,20      |
| Zeglingen    | Zeglingen    | 521                 | 7,91      |
| Zunzgen      | Zunzgen      | 2 757               | 6,86      |